# Gerhart Bartsch
Gerhart Bartsch (* 1. September 1902 in Rawitsch; † 1993 in Weilburg) war ein deutscher Geograf und Hochschullehrer.

## Leben
Bartsch legte 1920 das Abitur in Rawitsch ab und studierte Germanistik, Geografie und Geologie in Breslau, Göttingen und an der TH Hannover. 1925 bestand er in Breslau das I. Staatsexamen und wurde mit einer Dissertation über den Solling zum Dr. phil. promoviert bei Max Friederichsen. Dann war er bei Erich Obst Assistent an der TH Hannover bis 1934 und habilitierte sich dort 1932. Es folgten mehrere Auslandsforschungsreisen nach Anatolien in die Türkei. Von 1934 bis 1936 legte er das Referendariat in Hannover ab. Ab 1937 lehrte er als Dozent an der Hochschule für Lehrerbildung Weilburg bis zur Schließung im November 1939. Er wurde an die Lehrerbildungsanstalt Koblenz versetzt. 1939 wurde er an die Justus-Liebig-Universität Gießen umhabilitiert und dort 1942 außerplanmäßiger Professor. Bartsch gehörte der SA, seit 1. Mai 1937 der NSDAP (Mitgliedsnummer 5.928.203) sowie dem NS-Dozentenbund an. Er war mit Emil Hinrichs und Hans Schrepfer Mitherausgeber der Zeitschrift für Erdkunde (1936–1944) und Schulbuchautor.
Am Pädagogischen Institut Weilburg war er seit 1948 Dozent, dann 1958 Professor, bis 1961 Weilburg als Hochschule für Erziehung in die Universität Gießen integriert wurde. Dort wurde er 1964 zum ordentlichen Professor für Geografie und ihre Didaktik berufen und 1970 emeritiert.
Bartsch war Mitglied in der Geographischen Gesellschaft zu Hannover und in Wien sowie im Verband Deutscher Schulgeographen.

## Schriften (Auswahl)
- Der Solling. Dissertation in Breslau. Hannover 1925.
- Über Tuffkegelbildung in der Ausräumungslandschaft von Urgüp in Mittel-Anatolien, in: Zeitschrift der Gesellschaft für Erdkunde zu Berlin (1936), 1/2.
- Bearbeiter mit Erich Obst, Hugo Weigold: Deutsche Forschungsreisen, im Auftr. d. Vorstandes d. Geogr. Ges. zu Hannover hrsg. v. Hans Spreitzer, Helwing: Hannover 1935.
- Bearbeiter bei Erdkunde für höhere Schulen., hg. von Emil Hinrichs, Diesterweg, Frankfurt am Main 1951. (5 Bände, mind. 3 Auflagen)
- Fritz Klute (1885-1952). Geograph, in: Hans Georg Gundel, Peter Moraw, Volker Press (Hg.): Gießener Gelehrte in der ersten Hälfte des 20. Jahrhunderts. Lebensbilder aus Hessen Band 2, 2. Teil (= Veröffentlichungen der Historischen Kommission für Hessen in Verbindung mit der Justus-Liebig-Universität Gießen, Band 35), Elwert: Marburg 1982, S. 513–517.